# Hideko Takamine
Hideko Takamine (高峰 秀子, Takamine Hideko), née le 27 mars 1924 à Hakodate et décédée le 28 décembre 2010 à Tokyo est une actrice et essayiste japonaise. Elle débute au cinéma dès son enfance et devient extrêmement populaire au point qu'on la compare à Shirley Temple. Elle poursuit sa carrière à l'âge adulte et reste une des actrices les plus populaires du cinéma japonais jusqu'aux années 1960. Parmi ses films les plus importants, Carmen revient au pays de Keisuke Kinoshita et Nuages flottants de Mikio Naruse. Son autobiographie Une vie au turbin (渡世日記, Tosei nikki) a reçu le prix du Club des essayistes du Japon en 1976.

## Biographie

### Enfance

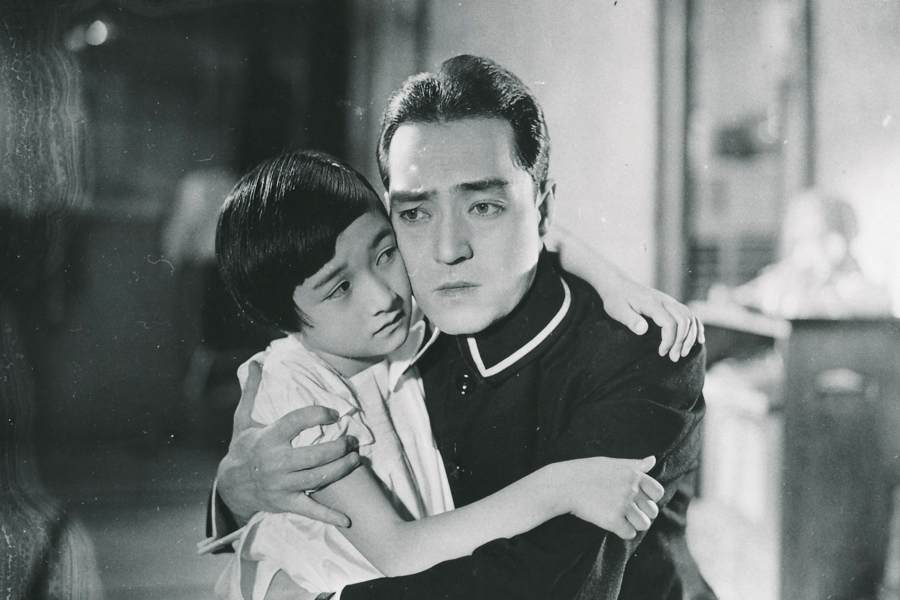
Hideko Takamine et Jōji Oka dans Joue contre joue (1933).

De son vrai nom Hideko Hirayama, Hideko Takamine naît le 27 mars 1924 à Hakodate sur l'île de Hokkaidō dans le nord du Japon. Elle n'a que quatre ans lorsque sa mère meurt de la tuberculose. Elle est dès lors élevée par sa tante Shige, épouse d'un narrateur de films muets (katsudō-benshi) et elle-même narratrice sous le pseudonyme de Hideko Takamine. La famille quitte Hakodate et s'installe à Tokyo. Pendant une visite aux studios de la société de production Shōchiku à Kamata dans le sud de Tokyo, son père adoptif a par hasard l'occasion de la présenter à une audition pour La mère (母, Haha) du réalisateur Hōtei Nomura et elle est acceptée pour un rôle dans ce film, un des grands succès de l'année 1929.
Elle commence ainsi une carrière d'enfant actrice et joue dans les films de plusieurs grands réalisateurs des années 1930 tels que Heinosuke Gosho, Yasujirō Ozu et Yasujirō Shimazu. Comme elle tient parfois le rôle d'un garçon, on lui donne le surnom masculin de « Hidebō ». En 1931, elle entre à l'école primaire Jinjō, mais comme elle est trop occupée par les tournages, elle ne peut pas y suivre les cours régulièrement. Elle joue également au Théâtre le rôle de l'empereur de Chine enfant dans la pièce Mandchourie. Elle devient extrêmement populaire au point d'être bientôt surnommée la « Shirley Temple japonaise ».

### Période à la Tōhō
À cette époque, elle envisage d'arrêter le cinéma et d'entrer dans la troupe féminine de la revue Takarazuka. Mais finalement, en 1937, elle entre à la société de production P.C.L. qui devient la Tōhō en septembre de la même année. En avril 1937, elle devient élève de l'école Bunka-gakuin dans le quartier d'Ochanomizu au centre de Tokyo, mais elle est obligée d'arrêter ses études au bout d'un an et demi car elle est trop occupée par son travail d'actrice. De plus en plus célèbre, elle joue souvent dans plusieurs films en même temps, et en 1939 tourne pas moins de neuf films. En 1940, elle est particulièrement impressionnée par le jeu de la grande actrice de seconds rôles Haruko Sugimura jouant une lépreuse dans Le Printemps des petites îles de Shirō Toyoda, ce qui la décide définitivement à se consacrer au cinéma. Ses rôles dans les films de Kajirō Yamamoto Le Cours de rédaction (1938) et Cheval (1941) confirment sa renommée de jeune star. Une partie des films dans lesquels elle a tourné dans les années 1930 et la première moitié des années 1940 ont été détruits durant la Seconde Guerre mondiale lors des bombardements américains.

### Période à la Shintōhō
En 1946, Une femme gaie (陽気な女, Yōkina onna) de Kiyoshi Saeki est son premier film de l'après-guerre. En août, elle joue dans Nuits hawaïennes (ハワイの夜, Hawaii no yoru) au théâtre du Japon (日本劇場, Nihon gekijō) aux côtés de Katsuhiko Haida et y danse le hula. La pièce est un grand succès mais en octobre la seconde grève de la Tōhō commence. En accord avec Denjirō Ōkōchi qui s'oppose à ces grèves, Hideko Takamine ainsi que Kazuo Hasegawa, Takako Irie, Isuzu Yamada, Susumu Fujita, Yatarō Kurokawa, Setsuko Hara, Hisako Yamane et Ranko Hanai forment l'Association du drapeau des Dix et quittent le syndicat des employés de la Tōhō, affilié au Syndicat national japonais du cinéma et du théâtre. Vers mars 1947, ils fondent un nouveau studio, la Shintōhō (litt. "Nouvelle Tōhō"), avec d'autres employés ayant quitté le syndicat, et Hideko Takamine en devient une actrice sous contrat d'exclusivité. Ses rôles dans la première œuvre du studio, L'Ogre d'Ōedo (大江戸の鬼, Ōedo no oni) par Ryō Hagiwara, puis dans O amour, avec les étoiles (愛よ星と共に, Ai yo hoshi to tomo ni) de Yutaka Abe, dans lequel elle joue une femme de l'âge de 16 ans à celui de 35 ans, et enfin dans L'invitation au bonheur (幸福への招待, Kōfuku e no shōtai) de Yasuki Chiba, où elle joue le rôle d'une femme malheureuse, marquent fortement les débuts de sa carrière adulte.

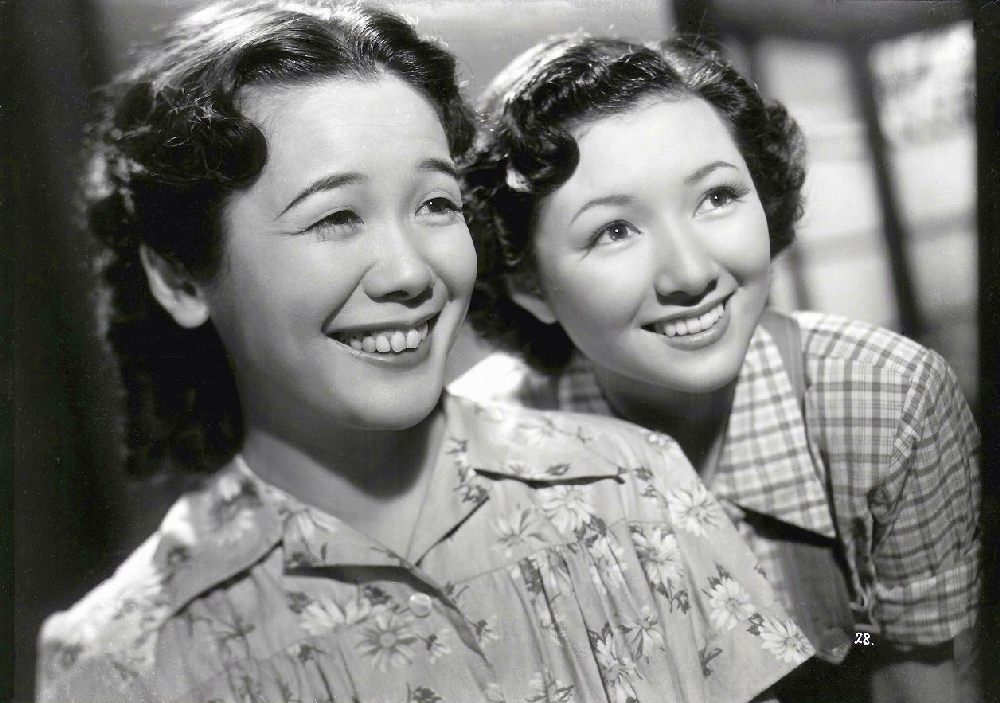
Tokyo Folies (1949) avec Shizuko Kasagi (à gauche).

À cette époque est fondé le « Fan club de Hideko Takamine », qui publie le magazine DEKO. Avant même que la Shintōhō ait fêté sa première année d'existence, Setsuko Hara, Isuzu Yamada et Takako Irie quittent le studio. Dès lors, Hideko Takamine prend la tête du « bataillon » des actrices de la Shintōhō. En 1949 sort le film Tokyo Folies (銀座カンカン娘, Ginza kankan musume), dans lequel elle chante la chanson-thème, dont le disque se vend à plusieurs centaines de milliers d'exemplaires. En 1950, dans Bruine de neige (細雪, Sasame yuki) de Yutaka Abe d'après le roman du même nom de Jun'ichirō Tanizaki, Hideko joue le rôle de la plus jeune des quatre sœurs Makioka et elle commence à fréquenter Tanizaki et son épouse, avec qui elle reste très liée jusqu'à la mort de l'écrivain. La même année, elle joue dans Les Sœurs Munakata (宗方姉妹, Munekata kyōdai) de Yasujirō Ozu, où elle interprète le rôle de la petite sœur de Kinuyo Tanaka. En novembre, après la révélation que le directeur d'une compagnie avec qui on disait que Hideko Takamine allait se marier avait détourné des fonds de son fan club et eu des relations avec d'autres femmes, elle quitte la Shintōhō et commence une carrière d'actrice freelance.

### Actrice sans contrat d'exclusivité

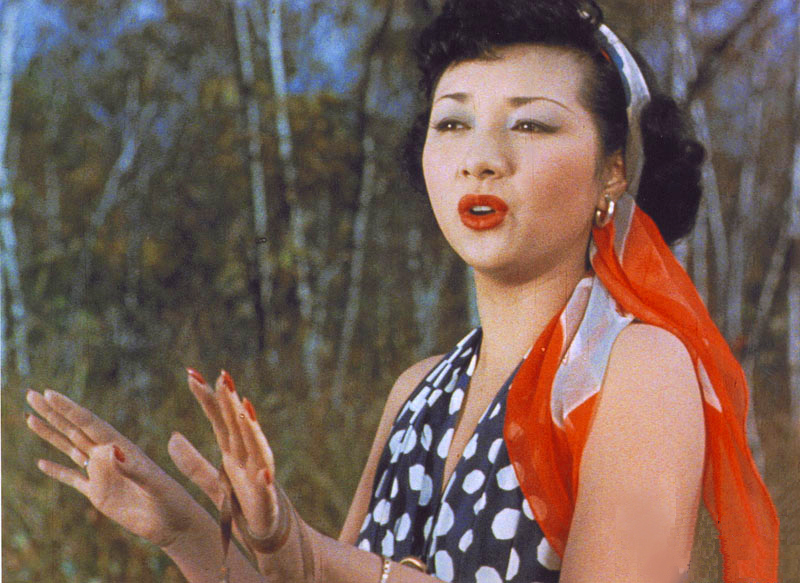
Hideko Takamine dans Carmen revient au pays (1951)

En 1951, Hideko Takamine est la vedette du premier film en couleur japonais, Carmen revient au pays (カルメン故郷に帰る, Karumen kokyō ni kaeru) de Keisuke Kinoshita, où elle interprète une danseuse de cabaret qui rentre dans son village natal et y scandalise les habitants. Cette œuvre est la première d'une longue série à réunir le duo Takamine-Kinoshita. En juin de la même année, Hideko Takamine s'installe à Paris pour six mois après être venue en France à l'occasion du festival de Cannes. Elle entend ainsi prendre ses distances avec l'industrie du cinéma, échapper à l'anxiété de sa situation d'actrice sans contrat et à la détérioration de ses rapports avec sa mère adoptive Shige. Pendant son séjour à Paris, elle loue une chambre chez la même famille qui avait accueilli le spécialiste de littérature française Kazuo Watanabe lors de ses études. Takamine a fait le récit de cette époque dans deux de ses essais, Seule à Paris (巴里ひとりある記, Pari hitori aru ki, 1953) et Rédactions parisiennes (つづりかた巴里, Tsuzurikata Pari).
En janvier 1952, elle rentre au Japon. À cette époque, les acteurs sans contrat d'exclusivité avec un studio de production sont rares et Takamine n'est pas liée par l'Accord des cinq compagnies (五社協定, Gosha kyōtei) signé le 10 septembre 1953 entre les cinq studios principaux pour interdire le recrutement d'acteurs et de réalisateurs ayant un contrat avec un des studios signataires, ce qui lui permet d'apparaître dans les productions de chaque studio.
Takamine joue dans de nombreux films de grands réalisateurs des années 1950, notamment dans la plupart des films réalisés par Mikio Naruse et Keisuke Kinoshita, ce qui renforce son image d'actrice de qualité.
Elle apparaît dans dix-sept films de Naruse : dans L'Éclair (稲妻, Inazuma), elle joue le rôle de la benjamine d'une fratrie de quatre enfants de pères différents ; dans Nuages flottants (浮雲, Ukigumo), film adapté du roman du même titre de Fumiko Hayashi et considéré comme le chef-d'œuvre du duo Takamine-Naruse, elle incarne une femme amoureuse incapable de se séparer d'un homme perfide et manipulateur joué par Masayuki Mori ; dans Quand une femme monte l'escalier (女が階段を上る時, Onna ga kaidan wo agaru toki), film inspiré par Les Nuits de Cabiria de Federico Fellini, elle est une femme d'âge mûr forcée de travailler dans un bar à Ginza en tant que gérante des hôtesses et, à la suite de désappointements importants, fait montre de la résilience de l'être humain ; dans Chronique de mon vagabondage (放浪記, Hōrōki), elle incarne l'écrivain Fumiko Hayashi d'après le livre où celle-ci raconte sa jeunesse. Hideko Takamine raconte que Naruse était d'une extrême réserve et que même ses plus proches collaborateurs le connaissaient mal : « Même pendant le tournage, il ne disait jamais si quelque chose était bon ou mauvais, intéressant ou banal. Il était totalement inexpressif. J'ai tourné dans environ une vingtaine de ses films, et pourtant il n'y a pas une fois où il m'ait donné des indications sur la manière dont je devais jouer ».

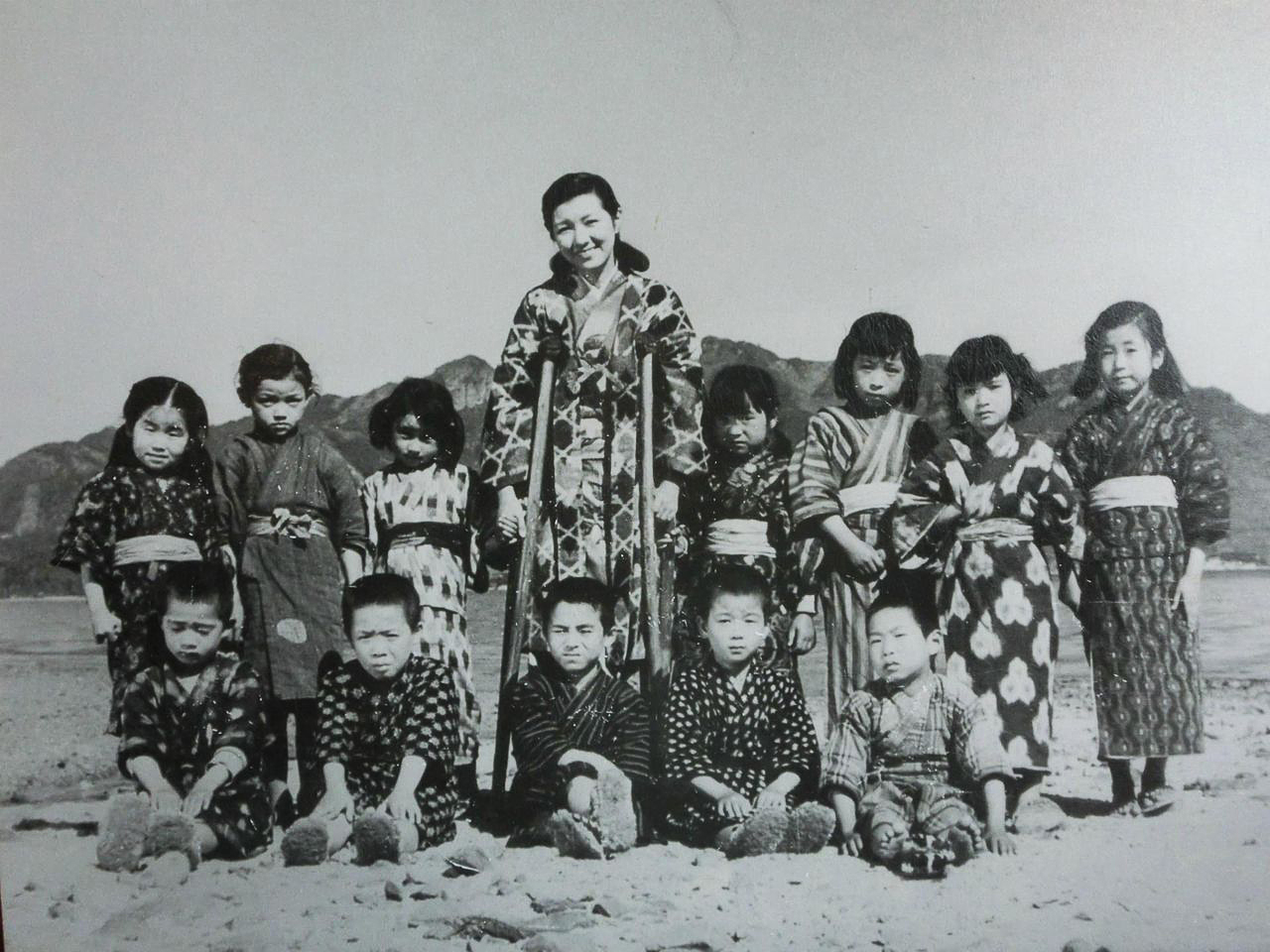
Vingt-quatre prunelles (1954)

Takamine joue également dans douze films de Kinoshita. Parmi eux, Vingt-quatre prunelles (二十四の瞳, Nijūshi no hitomi) en 1954 est considéré comme le film le plus représentatif de Takamine : son rôle de jeune institutrice moderne débarquant dans un village de l'île de Shōdoshima dans la mer intérieure de Seto et suivant la vie de ses élèves sur deux générations bénéficie de l'énorme succès de ce film toujours très populaire au Japon. Takamine partage plusieurs fois l'affiche des films de Kinoshita avec l'acteur Keiji Sada, notamment dans Au fil des ans dans la joie et la peine (1957), Un amour éternel (1961) et Tous les deux au fil des saisons (1962).

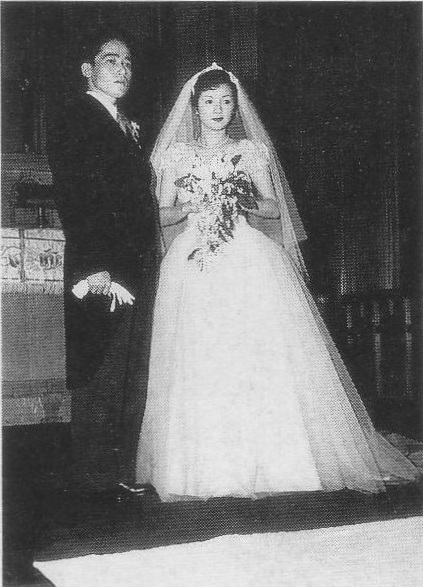
Mariage de Hideko Takamine et Zenzō Matsuyama (1956)

Le 25 février 1955, elle annonce ses fiançailles avec Zenzō Matsuyama, un assistant réalisateur de Keisuke Kinoshita qu'elle a rencontré lors du tournage de Vingt-quatre prunelles. Matsutarō Kazaguchi, Aiko Mimasu et Keisuke Kinoshita acceptent de parrainer cette union. Comme Kinoshita veut éviter que les fiançailles de Takamine donnent lieu à des rumeurs, il communique à la presse que Hideko Takamine et Zenzō Matsuyama vont se marier et organise une conférence de presse sur leur mariage. Cette pratique est devenue très courante, mais c'était alors la première fois qu'on faisait une conférence de presse pour annoncer le mariage d'une célébrité au Japon. Celui-ci a lieu le 26 mars 1955. En 1961, Hideko joue le personnage principal dans Sans nom, pauvres et beaux (名もなく貧しく美しく, Namonaku mazushiku utsukushiku) qui est le premier film réalisé par Matsuyama comme metteur en scène principal ; elle y joue avec Keiju Kobayashi un couple de sourds-muets qui arrivent à surmonter leur handicap pour fonder une famille ; ce film lui demande un grand effort d'apprentissage de la langue des signes pour pouvoir sembler la maîtriser. Elle joue aussi dans d'autres films de Matsuyama, tels que Comme un grain de blé (われ一粒の麦なれど, Ware hitotsubu no mugi naredo) et La Soie de la famille Rokujō (六條ゆきやま紬, Rokujou Yukiyama Tsumugi).
Bien qu'à partir de la seconde moitié des années 1960 elle tourne moins qu'auparavant, elle tient le rôle de la mère de Seishū Hanaoka (joué par Raizō Ichikawa) dans L'épouse de Seishū Hanaoka (華岡青洲の妻, Hanaoka Seishū no tsuma) de Yasuzō Masumura en 1967. En 1973, dans L'extatique (恍惚の人, Kōkotsu no hito) de Shirō Toyoda d'après un roman de Sawako Ariyoshi, elle joue le rôle d'une femme obligée de prendre soin du père sénile de son mari.
À partir de 1968, elle commence à passer à la télévision et à jouer dans des séries, par exemple Les Feux du crépuscule (落日燃ゆ, Rakujitsu Moyu) dont son mari Zenzō Matsuyama est le scénariste, Juste un mot (一筆啓上致します, Ippitsu keijō itashimasu) et Adieux printaniers (春の別れ, Haru no wakare) . En outre, elle est l'animatrice de L'entretien avec Hideko Takamine dans l'émission Ogawa Hiroshi Show de Fuji Television. En 1972, elle tourne dans Les Neuf de Catonsville (ケイトンズヴィル事件の九人, Keitonzuwiru jiken no kyūnin), une pièce de théâtre contre la guerre, au théâtre Kinokuniya.

### Retraite
En 1979, elle remplace Kaoru Yachigusa dans Shōdō satsujin: Musuko yo réalisé par Keisuke Kinoshita. Lorsqu'on lui demande en conférence de presse si ce serait son dernier rôle, elle répond qu'il lui semble avoir déjà pris sa retraite depuis longtemps. Lors du tournage, elle annonce qu'elle va arrêter définitivement, et donc que ce film est bien son dernier. Après avoir pris sa retraite, elle travaille surtout en tant qu'essayiste. Toutefois elle participe comme assistante réalisatrice au tournage du film Noriko, maintenant (Noriko wa Ima) réalisé par Zenzō Matsuyama. En 1994, elle écrit son premier scénario, celui de la série télévisée Une femme libre (Shinobazu no onna). Elle fait la voix off dans le film  Freddie la petite feuille (葉っぱのフレディ, Happa no Furedi).
Hideko Takamine a tourné dans cent soixante films entre 1929 et 1979.
Elle décède d'un cancer du poumon dans un hôpital de Shibuya le 28 décembre 2010 à l'âge de 86 ans.

## Place dans l'histoire du cinéma japonais

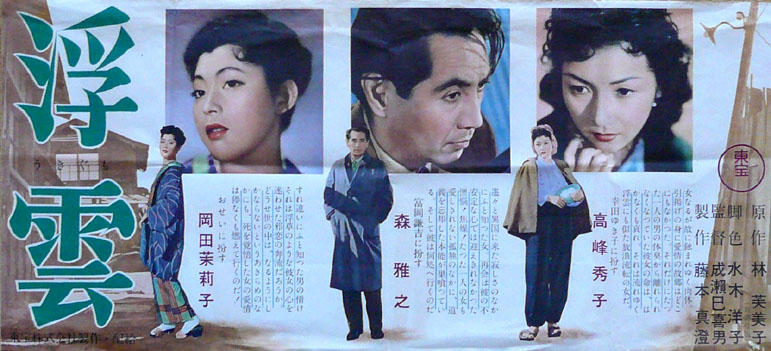
Affiche de Nuages flottants

Faisant mentir le proverbe "Un enfant acteur ne devient jamais une grande star" (expression utilisée non seulement au Japon mais dont les exemples tels que Shirley Temple sont nombreux dans d'autres pays), Hideko Takamine est passée d'enfant actrice dès l'âge de 5 ans (beaucoup de ses premières performances sont perdues mais il est possible de voir certaines d'entre elles dans des films conservés tels que La mère, film longtemps disparu mais redécouvert et édité en DVD en 2014, et Les sept mers, sorti en VHS chez la Shōchiku), à jeune fille actrice, avant d'accéder au rang de grande actrice jouant des rôles de "femmes".
Ses rôles ont été d'une extrême variété, avec pendant son adolescence des rôles de jeunes filles innocentes, puis dans la période d'après-guerre des rôles tels que celui d'une enseignante ayant gagné une popularité nationale (Vingt-quatre prunelles), d'une femme empêtrée dans une relation amoureuse destructrice avec un homme (Nuages flottants), d'une femme violée qui malgré son petit ami épouse son assaillant afin de se venger (Un amour éternel), d'une femme forte sourde et muette issue d'une classe sociale basse (Sans nom, pauvres et beaux), d'une gérante d'hôtesses dans un bar à Ginza obligée d'occuper ce poste afin de vivre (Quand une femme monte l'escalier), au point qu'il est difficile de croire qu'une seule et même femme ait joué tant de rôles, et à chaque fois avec une remarquable réussite.
Les acteurs qui laissent transparaître leur individualité et qui "quoi qu'ils jouent, restent eux-mêmes" ne sont pas rares (Chishū Ryū par exemple, qui plutôt que de jouer des rôles, est un acteur dont le charme est de rester lui-même, comme l'a souligné le réalisateur Yōji Yamada dans l'émission de la NHK "Les 100 chefs-d'œuvre japonais d'après Yōji Yamada", mais Hideko Takamine, au contraire, est l'une des rares actrices dans l'histoire du cinéma japonais qui semble ne pas avoir cessé de se métamorphoser pour ses rôles et qui a su réellement saisir l'essence de chacun ses nombreux personnages. Vers la fin de sa vie, elle n'apparaît que très rarement en public bien qu'elle soit considérée comme l'une des plus grandes actrices du cinéma japonais et au-delà, du cinéma tout court, ayant "commencé et terminé sa carrière dans des films".

## Carrière d'essayiste
Hideko publie beaucoup de livres depuis l'apogée de sa carrière d'actrice. Son premier ouvrage publié en 1953 est un essai : Seule à Paris (巴里ひとりある記, Paris hitori aru ki), dans lequel elle raconte son séjour à Paris. Elle écrit ensuite, entre autres, L'escargot(まいまいつぶろ, Maimai tsuburo), Mon interview (私のインタヴュー, Watashi no intawyū), Dans une bouteille (瓶の中, Bin no naka), Un seul insecte (いっぴきの虫, Ippiki no mushi). En outre, elle écrit avec Matsuyama des récits de voyage et de cuisine : Gandhara, le voyage accompagné (旅は道づれガンダーラ, Tabi ha michi-dure, Gandāra), Toutânkhamon, le voyage accompagné (旅は道づれツタンカーメン, Tabi ha michi-dure, Tsutankāmen).
En 1975, elle commence à écrire Une vie au turbin (わたしの渡世日記, Watashi no tosei nikki) dans la revue hebdomadaire Asahi (週刊朝日, Shûkan Asahi). Dans ce feuilleton, elle raconte des histoires authentiques sans cacher le vrai nom des personnes ; beaucoup de gens contactent donc la revue en demandant si elle en est la véritable auteure, et la rédaction d'Asahi répond : « Si ce n'était pas elle, le style ne serait pas aussi personnel. » L'année suivante, la maison d'édition du journal Asahi Shinbun (朝日新聞社, Asahi Shinbunsha) publie cet ouvrage en deux volumes. Il devient tout de suite un best-seller, et il reçoit le prix du Club des essayistes du Japon en 1976.
En 2013, un essai inédit racontant un voyage qu'elle a fait en compagnie de son époux est retrouvé dans sa bibliothèque personnelle. Il est publié chez Shinchōsha sous le titre Collaboration, le journal de voyage en Europe .

## Anecdotes
- Elle est une grande amatrice de tabac. D'après son livre Les hommes savoureux (おいしい人間, Oishii Ningen), c'est quand elle avait 22 ans qu'elle a fumé une cigarette pour la première fois : elle raconte qu'elle s'est exercée à fumer pour le film  O amour, avec les étoiles (愛よ星と共に, Ai yo hoshi to tomo ni). Depuis ce jour-là, elle commença à fumer régulièrement. Dans son livre J'aime le coton (コットンが好き, Kotton ga suki), il y a une photo de son briquet et de son cendrier préférés. La cause de sa mort est un cancer du poumon.

- Elle était si célèbre que beaucoup de fans la suivaient quand elle se promenait. Un jour, elle entra par hasard chez un antiquaire à Ginza pour échapper à ses fans et elle se passionna pour les objets anciens. Elle commença donc à les collectionner et à approfondir ses connaissances sur les antiquités. En outre, elle dirigea un magasin d'antiquités avec son ami Seinosuke Nakajima, qui est connu pour sa formule Bien travaillé (いい仕事してますね, Ii shigoto shitemasune). Cette histoire est plus précisément expliquée dans son œuvre autobiographique Le marché aux puces (にんげん蚤の市).

## Filmographie
Sauf indication contraire, la filmographie de Hideko Takamine est établie à partir de la base de données JMDb.

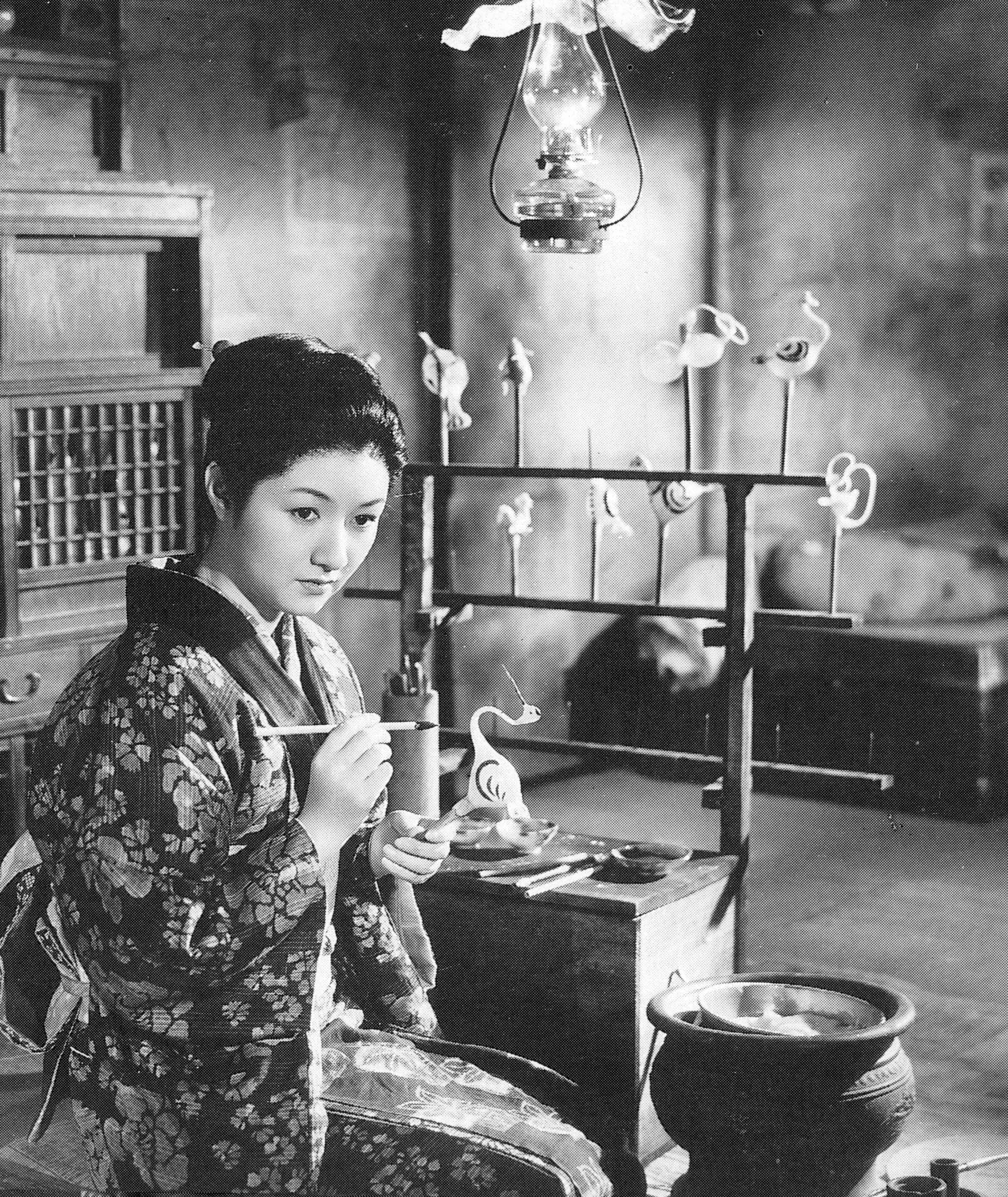
Hideko Takamine dans L'Oie sauvage (1953).

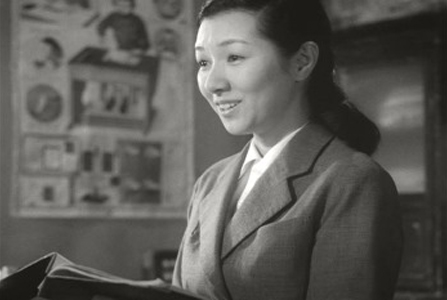
Hideko Takamine dans Vingt-quatre prunelles (1954).

### Années 1920
- 1929 : La Mère (母, Haha?) de Hōtei Nomura

### Années 1930
- 1930 : Les Sœurs de la revue (レヴューの姉妹, Revū no shimai?) de Yasujirō Shimazu
- 1930 : Un coin dans le grand Tokyo (大東京の一角, Dai-Tōkyō no ikkaku?) de Heinosuke Gosho
- 1930 : Une beauté (麗人, Reijin?) de Yasujirō Shimazu
- 1931 : Watakushi no papa-san mama ga suki (私のパパさんママが好き?) de Hiromasa Nomura
- 1931 : Amour, sois avec l'humanité I - II (愛よ人類と共にあれ, Ai yo jinrui to tomo ni are I - II?) de Yasujirō Shimazu
- 1931 : Bōfū-u no bara (暴風雨の薔薇?) de Hōtei Nomura
- 1931 : Shimai (姉妹・前後篇?) de Yoshinobu Ikeda
- 1931 : Ichitarō yāi (一太郎やあい?) de Hōtei Nomura
- 1931 : Le Chœur de Tokyo (東京の合唱, Tōkyō no kōrasu?) de Yasujirō Ozu
- 1931 : Reijin no bishō (麗人の微笑?) de Hōtei Nomura
- 1931 : Les Sept mers, partie 1 : Virginité (七つの海 前篇 処女篇, Nanatsu no umi: Zenpen: Shojo hen?) de Hiroshi Shimizu
- 1932 : Passion (情熱, Jōnetsu?) de Hiroshi Shimizu
- 1932 : Les Sept mers, partie 2 : Chasteté (七つの海 後篇 貞操篇, Nanatsu no umi: Kōhen: Teisō hen?) de Hiroshi Shimizu
- 1932 : Edo gonomi: Ryōgoku sōshi (江戸ごのみ 両国双紙?) de Kintarō Inoue
- 1932 : Yōki na ojōsan (陽気なお嬢さん?) de Kazunobu Shigemune
- 1933 : Joue contre joue (頬を寄すれば, Hoho o yosureba?) de Yasujirō Ozu
- 1933 : La Fille et le Clairon (ラッパと娘, Rappa to musume?) de Yasujirō Ozu
- 1934 : Puisque née femme (女と生れたからにゃ, Onna to umareta karanya?) de Heinosuke Gosho
- 1934 : Une mère orientale (東洋の母, Tōyō no haha?) de Hiroshi Shimizu
- 1934 : À la dérobée (ぬき足さし足, Nukiashi sashiashi?) de Kōzaburō Yoshimura
- 1935 : Haha no ai (母の愛 愛児編・苦闘編?) de Yoshinobu Ikeda
- 1936 : Le Nouveau Chemin : Akemi (新道・朱実の巻, Shindo: Akemi no maki?) de Heinosuke Gosho : Kyoko Munekata
- 1936 : Le Nouveau Chemin : Ryota (新道・良太の巻, Shindo: Ryota no maki?) de Heinosuke Gosho : Kyoko Munekata
- 1937 : Les Cartes de la jeune mariée (花嫁かるた, Hanayome karuta?) de Yasujirō Shimazu
- 1937 : La Chanson du panier à fleur (花籠の歌, Hana-kago no uta?) de Heinosuke Gosho : Hamako
- 1937 : Un mari chaste I (良人の貞操 前篇 春来れば, Otto no teiso : Haru kitareba?) de Kajirō Yamamoto
- 1937 : Un mari chaste II (良人の貞操 後篇 秋ふたたび, Otto no teiso : Aki futatabi?) de Kajirō Yamamoto
- 1937 : Edokko Ken-chan (江戸っ子健ちゃん?) de Kei Okada
- 1937 : Misemono okuni (見世物王国?) de  Minoru Matsui
- 1937 : Mademoiselle (お嬢さん, Ojosan?) de Satsuo Yamamoto
- 1937 : Shirobara wa sakedo (白薔薇は咲けど?) de  Osamu Fushimizu
- 1937 : Minamikaze no oka (南風の丘?) de  Minoru Matsui
- 1937 : Kaminari oyaji (雷親爺?) de Shigeo Yagura
- 1938 : Hanataba no yume (花束の夢?) de  Minoru Matsui
- 1938 : L'Amour de Tojuro (藤十郎の恋, Tōjurō no koi?) de Kajirō Yamamoto
- 1938 : Shin yanagi sakura (新柳桜?) de Tai Ogiwara (ja)
- 1938 : Le Cours de rédaction (綴方教室, Tsudzurikata kyōshitsu?) de Kajirō Yamamoto
- 1938 : Niji tatsu oka (虹立つ丘?) de Toshio Ōtani (ja)
- 1938 : Chokorēto to heitai (チョコレートと兵隊?) de Takeshi Satō (ja)
- 1939 : Un magnifique départ (美はしき出発, Uruwashiki shuppatsu?) de Satsuo Yamamoto
- 1939 : Musume no negai wa tada hitotsu (娘の願ひは唯一つ?) de Torajirō Saitō
- 1939 : Le Professeur (ロッパの頬白先生, Roppa no Hōjiro-sensei?) de Yutaka Abe
- 1939 : Les 47 rōnin I (忠臣蔵 前篇, Chūshingura: Zenpen?) d'Eisuke Takizawa
- 1939 : Les 47 rōnin II (忠臣蔵 後篇, Chūshingura : Kōhen?) de Kajirō Yamamoto
- 1939 : Ichiyō Higuchi (樋口一葉?) de Kyōtarō Namiki
- 1939 : Nous sommes les instructeurs (われ等が教官, Warera ga kyokan?) de Tadashi Imai
- 1939 : Hana tsumi nikki (花つみ日記?) de Tamizō Ishida : Eiko Shinohara
- 1939 : Sono zen'ya (その前夜?) de Ryō Hagiwara
- 1939 : Shinpen Tange Sazen : Sekigan no maki (新篇 丹下左膳 隻眼の巻?) de Nobuo Nakagawa

### Années 1940
- 1940 : Shinpen Tange Sazen: Koiguruma no maki (新篇 丹下左膳 恋車の巻?) de Ryō Hagiwara
- 1940 : Hideko no ōen danchō (秀子の応援団長?) de Yasuki Chiba
- 1940 : Avec mon père le zéphyr (そよ風父と共に, Soyokaze chichi to tomoni?) de Satsuo Yamamoto
- 1940 : Ane no shussei (姉の出征?) de Katsuhiko Kondō
- 1940 : Tsuriganesō (釣鐘草?) de Tamizō Ishida
- 1940 : Le Singe-pèlerin (エノケンの孫悟空, Enoken no songokū?) de Kajirō Yamamoto
- 1941 : L'Homme qui a disparu hier (昨日消えた男, Kinō kieta otoko?) de Masahiro Makino
- 1941 : Cheval (馬, Uma?) de Kajirō Yamamoto et Akira Kurosawa :  Ine Onoda
- 1941 : La Danseuse d'Awa (阿波の踊子, Awa no odoriko?) de Masahiro Makino
- 1941 : Jogakusei-ki (女学生記?) de Takeo Murata (ja)
- 1941 : Hideko, receveuse d'autobus (秀子の車掌さん, Hideko no shashō-san?) de Mikio Naruse
- 1942 : Musashibo Benkei (武蔵坊弁慶?) de Kunio Watanabe
- 1942 : La Jeunesse de l'espoir (希望の青空, Kibo no aozora?) de Kajirō Yamamoto
- 1942 : L'Homme qui attendait (待って居た男, Matte ita otoko?) de Masahiro Makino
- 1942 : Minami kara kaetta hito (南から帰った人?) de Torajirō Saitō
- 1942 : Généalogie d'une femme I (婦系図, Onna keizu?) de Masahiro Makino
- 1942 : Suikoden (水滸伝?) de Kei Okada
- 1942 : Généalogie d'une femme II (続婦系図, Zoku onna keizu?) de Masahiro Makino
- 1943 : Ai no sekai: Yamaneko Tomi no hanashi (愛の世界 山猫とみの話?) de Nobuo Aoyagi
- 1943 : La Guerre de l'opium (阿片戦争／阿片戰争, Ahen sensō?) de Masahiro Makino
- 1943 : Mademoiselle Hanako (ハナ子さん, Hanako-san?) de Masahiro Makino
- 1943 : Ongaku daishingun (音楽大進軍?) de Kunio Watanabe
- 1943 : Heiroku yume monogatari (兵六夢物語?) de Nobuo Aoyagi
- 1943 : Wakaki hi no yorokobi (若き日の歓び?) de Takeshi Satō (ja)
- 1944 : Obā-san (おばあさん?) de Kenkichi Hara
- 1944 : Sanjaku Sagohei (三尺左吾平?) de Tamizō Ishida
- 1944 : Yottsu no kekkon (四つの結婚?) de Nobuo Aoyagi
- 1945 : Jusqu'au jour de la victoire (勝利の日まで, Shōri no hi made?) de Mikio Naruse
- 1945 : Kita no san-nin (北の三人?) de Kiyoshi Saeki
- 1946 : Yōkina onna (陽気な女?) de Kiyoshi Saeki
- 1946 : Les Descendants de Taro Urashima (浦島太郎の後裔, Urashima Tarō no keiō?) de Mikio Naruse
- 1946 : Ceux qui bâtissent l'avenir (明日を作る人々, Asu o tsukuru hitobito?) d'Akira Kurosawa, Hideo Sekigawa et Kajirō Yamamoto
- 1946 : Seigneur d'un soir (或る夜の殿様, Aru yo no tonosama?) de Teinosuke Kinugasa
- 1946 : Tōhō shōbōto (東宝ショウボート?) de Senkichi Taniguchi
- 1947 : Mille et une nuits avec la Toho (東宝千一夜, Tōhō sen'ichiya?) de Kon Ichikawa
- 1947 : L'Ogre d'Ōedo (大江戸の鬼, Ōedo no oni?) de Ryō Hagiwara
- 1947 : Mitari kītari tame shitari (見たり聞いたりためしたり?) de Torajirō Saitō
- 1947 : L'Amour avec les étoiles (愛よ星と共に, Ai yo hoshi to tomo ni?) de Yutaka Abe
- 1947 : L'Invitation au bonheur (幸福への招待, Kōfuku e no shōtai?) de Yasuki Chiba
- 1948 : Aijō shindan-sho (愛情診断書?) de Kunio Watanabe
- 1948 : La Fleur éclose (花ひらく 待ち焦より, Hana hiraku: Machiko yori?) de Kon Ichikawa
- 1948 : 365 Nuits I (三百六十五夜 東京篇, Sanbyakurokūjugo ya: Tōkyō-hen?) de Kon Ichikawa
- 1948 : 365 Nuits II (三百六十五夜 大阪篇, Sanbyakurokūjugo ya: Ōsaka-hen?) de Kon Ichikawa
- 1948 : Niji o idaku shojo (虹を抱く処女?) de Kiyoshi Saeki
- 1949 : Bagatelle au printemps (春の戯れ, Haru no tawamure?) de Kajirō Yamamoto
- 1949 : Goodbye (グッドバイ, Guddobai?) de Kōji Shima
- 1949 : Tokyo Folies (銀座カンカン娘, Ginza kankan musume?) de Kōji Shima

### Années 1950
- 1950 : Shojo takara (処女宝?) de Kōji Shima
- 1950 : Quatre sœurs (細雪, Sasameyuki?) de Yutaka Abe
- 1950 : Les Sœurs Munakata (宗方姉妹, Munekata kyōdai?) de Yasujirō Ozu
- 1950 : Senka o koete (戦火を越えて?) de Hideo Sekigawa
- 1950 : Sasaki Kojirō I (佐々木小次郎, Sasaki Kojirō?) de Hiroshi Inagaki
- 1951 : Onna no mizukagami (女の水鏡?) de Kenkichi Hara
- 1951 : Le Plaisir en famille (我が家は楽し, Waga ya wa tanoshi?) de Noboru Nakamura
- 1951 : Carmen revient au pays (カルメン故郷に帰る, Karumen kokyō ni kaeru?) de Keisuke Kinoshita
- 1951 : Sasaki Kojirō II (続佐々木小次郎, Zoku Sasaki Kojirō?) de Hiroshi Inagaki
- 1952 : L'Agitation du matin (朝の波紋, Asa no hamon?) de Heinosuke Gosho
- 1952 : Les Fossettes de Tokyo (東京のえくぼ, Tokyo no ekubo?) de Shūe Matsubayashi
- 1952 : L'Éclair (稲妻, Inazuma?) de Mikio Naruse : Kiyoko
- 1952 : Un amour pur de Carmen (カルメン純情す, Karumen junjō su?) de Keisuke Kinoshita
- 1953 : Un château nommé femme - Mari (女といふ城 マリの巻, Onna to iu shiro: Mari no maki?) de Yutaka Abe
- 1953 : Un château nommé femme - Yuko (女といふ城 夕子の巻, Onna to iu shiro: Yuko no maki?) de Yutaka Abe
- 1953 : Là d'où l'on voit les cheminées (煙突の見える場所, Entotsu no mieru basho?) de Heinosuke Gosho : Senko Azuma
- 1953 : L'Oie sauvage (雁, Gan?) de Shirō Toyoda : Otama
- 1954 : Le Deuxième Baiser (第二の接吻, Daini no seppun?) de Hiroshi Shimizu et Keiji Hasebe (ja)
- 1954 : Le Jardin des femmes (女の園, Onna no sono?) de Keisuke Kinoshita
- 1954 : Vingt-quatre prunelles (二十四の瞳, Nijūshi no hitomi?) de Keisuke Kinoshita : Hisako Ōishi
- 1954 : Quelque part sous le ciel immense (この広い空のどこかに, Kono hiroi sora no dokoka ni?) de Masaki Kobayashi
- 1955 : Nuages flottants (浮雲, Ukigumo?) de Mikio Naruse : Yukiko Koda
- 1955 : Wataridori itsu kaeru (渡り鳥いつ帰る?) de Seiji Hisamatsu
- 1955 : Nuages lointains (遠い雲, Tōi kumo?) de Keisuke Kinoshita
- 1955 : Les Baisers, épisode 3 : Chez les femmes (くちづけ, Kuchizuke, 3 : Onna doshi?) de Mikio Naruse
- 1956 : Eyes of Children (子供の眼, Kodomo no me?) de Yoshirō Kawazu : Kiyoko
- 1956 : Trois femmes autour de Yoshinaka (新平家物語 義仲をめぐる三人の女, Shin heike monogatari: Yoshinaka o meguru sannin no onna?) de Teinosuke Kinugasa
- 1956 : Le Cœur d'une épouse (妻の心, Tsuma no kokoro?) de Mikio Naruse : Kiyoko Tomita
- 1956 : Au gré du courant (流れる, Nagareru?) de Mikio Naruse : Katsuyo
- 1957 : Kumo no bohyō yori: Sora yukaba (「雲の墓標」より 空ゆかば?) de Manao Horiuchi
- 1957 : Une femme indomptable (あらくれ, Arakure?) de Mikio Naruse
- 1957 : Au fil des ans dans la joie et la peine (喜びも悲しみも幾歳月, Yorokobi mo kanashami mo ikutoshitsuki?) de Keisuke Kinoshita
- 1957 : Une chandelle dans le vent (風前の灯, Fūzen no tomoshibi?) de Keisuke Kinoshita
- 1958 : Le  Guet-apens (張込み, Harikomi?) de Yoshitarō Nomura : Sadako Yokokawa
- 1958 : L'Homme au pousse-pousse (無法松の一生, Muhōmatsu no isshō?) de Hiroshi Inagaki : Yoshiko Yoshioka

### Années 1960
- 1960 : Quand une femme monte l'escalier (女が階段を上る時, Onna ga kaidan wo agaru toki?) de Mikio Naruse : Keiko Yashiro
- 1960 : Filles, épouses et une mère (娘・妻・母, Musume tsuma haha?) de Mikio Naruse : Kazuko Sakanishi
- 1960 : La Rivière Fuefuki (笛吹川, Fuefukigawa?) de Keisuke Kinoshita : Okei
- 1961 : Le Bonheur est en nous (名もなく貧しく美しく, Na mo naku mazushiku utsukushiku?) de Zenzō Matsuyama
- 1961 : La Prière du soldat (人間の条件 完結篇 第五部死の脱出、第六部曠野の彷徨, Ningen no jōken?) de Masaki Kobayashi : une réfugiée
- 1961 : Comme épouse et comme femme (妻として女として, Tsuma to shite onna to shite?) de Mikio Naruse
- 1961 : Un amour éternel (永遠の人, Eien no hito?) de Keisuke Kinoshita : Sadako
- 1962 : La Place de la femme (女の座, Onna no za?) de Mikio Naruse : Yoshiko
- 1962 : Sanga ari (山河あり?) de Zenzō Matsuyama
- 1962 : Tous les deux au fil des saisons (二人で歩いた幾春秋, Futari de aruita ikushunjū?) de Keisuke Kinoshita
- 1962 : Chronique de mon vagabondage (放浪記, Hōrōki?) de Mikio Naruse : Fumiko Hayashi
- 1962 : Burari burabura monogatari (ぶらりぶらぶら物語?) de Zenzō Matsuyama
- 1963 : L'Histoire de la femme (女の歴史, Onna no rekishi?) de Mikio Naruse : Nobuko Shimizu
- 1964 : Une femme dans la tourmente (乱れる, Midareru?) de Mikio Naruse : Reiko Morita
- 1964 : Peut-on vivre ainsi ? (われ一粒の麦なれど, Ware hitotsubu no mugi naredo?) de Zenzō Matsuyama
- 1965 : Rokujo yukiyama tsumugi (六條ゆきやま紬?) de Zenzō Matsuyama
- 1966 : Délit de fuite (ひき逃げ, Hikinige?) de Mikio Naruse :  : Kuniko Bannai
- 1967 : Le Père et le fils (続・名もなく貧しく美しく 父と子, Zoku na mo naku mazushiku utsukushiku: Chichi to ko?) de Zenzō Matsuyama
- 1967 : La Femme du docteur Hanaoka (華岡青洲の妻, Hanaoka Seishū no tsuma?) de Yasuzō Masumura : Otsugi
- 1969 : Le Temple du démon (鬼の棲む舘, Oni no sumu yakata?) de Kenji Misumi : Kaede

### Années 1970
- 1973 : Un homme en extase (恍惚の人, Kōkotsu no hito?) de Shirō Toyoda
- 1976 : Amour et rupture au Sri Lanka (スリランカの愛と別れ, Suri Ranka no ai to wakare?) de Keisuke Kinoshita
- 1976 : Futari no iida (ふたりのイーダ?) de Zenzō Matsuyama
- 1976 : Nakinagara warau hi (泣きながら笑う日?) de Zenzō Matsuyama
- 1979 : Shōdō satsujin: Musuko yo (衝動殺人 息子よ?) de Keisuke Kinoshita : Yukie Kawase